# Adam de Perseigne
Adam de Perseigne (dans le monde : Adam Herard), né vers 1145 à Alençon et décédé en 1221, est un moine cistercien français, abbé de l'abbaye de Perseigne dans le diocèse du Mans de 1188 à sa mort,.

## Biographie
D'abord bénédictin à Marmoutier, près de Tours, Adam passa à l'abbaye cistercienne de Pontigny, récemment fondée et en plein essor. Il est envoyé à Perseigne pour y prendre la direction de la communité monastique en 1188.
Ayant une bonne culture théologique et littéraire, il est souvent appelé à l'extérieur du monastère pour diverses missions diplomatiques ou religieuses. Il fit entre autres un voyage à Rome avant 1195. Il prêcha en France la quatrième croisade et fut admiré pour ses vertus. On garde de lui des sermons et une trentaine de lettres, toujours à caractère spirituel. Il puise son inspiration dans l'Écriture sainte et la Liturgie.

## Citations
« Pour moi tu es l'ancre au milieu du ballottement des flots,
 
le port dans le naufrage, le secours dans la tribulation,

la consolation dans la douleur ;
 
tu es le soulagement dans l'angoisse, le secours dans les moments où tout va bien,
 
la joie dans l'attente, le rafraîchissement dans le labeur ».
 
(source : abbaye de Rieunette)